# Iwan Garibaszwili
Iwan Iosifowicz Garibaszwili (ros. Иван Иосифович Гарибашвили, ur. 1908 w Sighnaghi, zm. w maju 1989 w Tbilisi) – funkcjonariusz radzieckich służb specjalnych, generał major, minister spraw wewnętrznych Gruzińskiej SRR (1958-1962).

## Życiorys
Z pochodzenia Gruzin. W 1925 skończył technikum w rodzinnym mieście, a w 1930 Wydział Prawny Uniwersytetu Państwowego w Tbilisi. Później członek zarządu rejonowego związku kołchozów w Chaszuri. Od marca do czerwca 1940 instruktor-rewizor Gruzsielchozsnaba w Tbilisi, od kwietnia 1940 członek WKP(b), od czerwca do października 1940 funkcjonariusz rejonowego oddziału NKWD w Kwareli, od października 1940 do marca 1945 funkcjonariusz NKWD/NKGB Gruzińskiej SRR, od marca 1945 do marca 1948 szef rejonowego oddziału NKGB/MGB w Gurdżaani, od marca 1948 do 24 stycznia 1952 zastępca szefa Wydziału 5 MGB Gruzińskiej SRR, od 24 stycznia do sierpnia 1952 zastępca szefa Zarządu MGB obwodu tbiliskiego. Od sierpnia 1952 do 14 kwietnia 1953 minister bezpieczeństwa państwowego Adżarskiej ASRR, od sierpnia 1953 do 10 maja 1954 minister spraw wewnętrznych Adżarskiej ASRR, od 10 maja do 3 września 1954 przewodniczący KGB Adżarskiej ASRR, od 3 września 1954 do 18 listopada 1958 zastępca przewodniczącego KGB Gruzińskiej SRR, 18 lutego 1958 mianowany generałem majorem, od 18 listopada 1958 do 1962 minister spraw wewnętrznych Gruzińskiej SRR. Odznaczony trzema Orderami Czerwonej Gwiazdy (24 lutego 1946, 24 sierpnia 1949 i 5 listopada 1954) i 5 medalami.